# Championnat d'Islande de football 1962
Navigation
Saison précédente Saison suivante
La saison 1962 du Championnat d'Islande de football était la 51e édition de la première division islandaise. Les six clubs jouent les uns contre les autres lors de rencontres disputées en matchs aller et retour. Le stade de Melavöllur n'est que très peu utilisé à Reykjavik (pour trois matchs seulement) puisque le stade de Laugardalsvöllur inauguré en 1958 accueille toutes les rencontres à domicile des clubs de la capitale, Fram, Valur et le KR.
Le titre s'est joué lors d'une "finale", puisque deux clubs de Reykjavik, Fram et Valur, ont terminé à égalité de points en tête du championnat. C'est le Fram Reykjavik qui remporte le match sur le score de 1-0 et qui gagne le 14e titre de champion d'Islande de son histoire, le premier depuis 15 ans.
Le promu, ÍB Isafjörður redescend dès la fin de la saison en 2. Deild après une piteuse saison (1 nul, 9 défaites et seulement 2 buts marqués) et est remplacé par l'ÍBK Keflavík.

## Les 6 clubs participants
| \| Reykjavik : · Fram - Valur - KR IA Akranes ÍBA Akureyri ÍB Isafjörður \| Clubs participants |
| Reykjavik : · Fram - Valur - KR IA Akranes ÍBA Akureyri ÍB Isafjörður                          |

| Club            | Classement 1961 | Stade            | Ville      |
| --------------- | --------------- | ---------------- | ---------- |
| ÍBA Akureyri    | 4               | Akureyrarvöllur  | Akureyri   |
| IA Akranes      | 2               | Akranesvöllur    | Akranes    |
| Fram Reykjavik  | 5               | Laugardalsvöllur | Reykjavik  |
| ÍB Isafjörður   | 2. Deild        | Ísafjarðarvöllur | Ísafjörður |
| KR Reykjavik    | 1               | Laugardalsvöllur | Reykjavik  |
| Valur Reykjavik | 3               | Laugardalsvöllur | Reykjavik  |

## Compétition

### Classement
Le barème de points servant à établir le classement se décompose ainsi :
- Victoire : 2 points
- Match nul : 1 point
- Défaite : 0 point

| Rang | Équipe           | Pts | J  | G | N | P | Bp | Bc | Diff |
| ---- | ---------------- | --- | -- | - | - | - | -- | -- | ---- |
| 1    | Fram Reykjavik   | 13  | 10 | 4 | 5 | 1 | 17 | 7  | +10  |
| 2    | Valur Reykjavik  | 13  | 10 | 5 | 3 | 2 | 17 | 8  | +9   |
| 3    | ÍA Akranes       | 12  | 10 | 4 | 4 | 2 | 22 | 16 | +6   |
| 4    | KR Reykjavik T C | 11  | 10 | 3 | 5 | 2 | 21 | 15 | +6   |
| 5    | ÍBA Akureyri     | 10  | 10 | 4 | 2 | 4 | 21 | 18 | +3   |
| 6    | ÍB Ísafjörður P  | 1   | 10 | 0 | 1 | 9 | 2  | 36 | -34  |

|  | Qualifié pour le match pour le titre |
|  | Relégation en 2. Deild               |

### Matchs
| Résultats (▼dom., ►ext.)                                   | Fra | Aku | Akr | Isaf | KR  | Val |
| Fram Reykjavik                                             |     | 2-0 | 0-0 | 2-0  | 1-1 | 1-1 |
| ÍBA Akureyri                                               | 2-2 |     | 1-3 | 5-1  | 1-1 | 1-0 |
| ÍA Akranes                                                 | 0-1 | 5-4 |     | 0-0  | 2-1 | 1-1 |
| ÍB Ísafjörður                                              | 0-6 | 0-5 | 0-6 |      | 0-2 | 0-4 |
| KR Reykjavik                                               | 2-2 | 4-1 | 4-4 | 4-0  |     | 2-2 |
| Valur Reykjavik                                            | 1-0 | 0-1 | 4-1 | 2-1  | 2-0 |     |
| - Victoire à domicile - Match nul - Victoire à l'extérieur |     |     |     |      |     |     |

#### Match pour le titre
| 30 septembre 1962 | Fram Reykjavik | 1 - 0 | Valur Reykjavik | Laugardalsvöllur, Reykjavik |
|                   |                |       |                 | Spectateurs : 1 811         |
|                   | (Rapport)      |       |                 |                             |

## Bilan de la saison
| Tableau d'Honneur                 |                |
| Compétition                       | Vainqueur      |
| Championnat d'Islande de football | Fram Reykjavik |
| Coupe d'Islande de football       | KR Reykjavik   |

| Promotion et relégation |               |
| Relégué en 2. Deild     | ÍB Isafjörður |
| Promu en 1. Deild       | ÍBK Keflavík  |

## Meilleurs buteurs
| # | Buteurs               | Clubs        | Nb de Buts |
| - | --------------------- | ------------ | ---------- |
| 1 | Ingvar Elisson        | IA Akranes   | 11         |
| 2 | Steingrimur Bjornsson | ÍBA Akureyri | 10         |
| 3 | Gunnar Felixson       | KR Reykjavik | 8          |
| 4 | Skuli Agustsson       | ÍBA Akureyri | 7          |